# Wolfgang Benkert
Wolfgang „Molli“ Benkert (* 1. Juli 1951 in Weimar) ist ein ehemaliger deutscher Fußballtorhüter.

## Sportliche Laufbahn

### Gemeinschafts-, Club- und Vereinsstationen
Wolfgang Benkert spielte in seiner Jugendzeit bei der BSG Post Weimar, der BSG Motor Weimar, dem RWE-Vorgänger SC Turbine Erfurt und dem FC Carl Zeiss Jena. Im Sommer 1971 wechselte er vom Ligaaufsteiger Motor Weimar erneut nach Erfurt.
Dort wurde er nach ersten Einsätzen in der ostdeutschen Zweitklassigkeit in den frühen 1970er-Jahren Stammtorwart der Oberligaelf des FC Rot-Weiß Erfurt. Mit den Blumenstädtern gelang ihm nach dem Sieg in der Liga-Staffel E 1971/72 durch die erfolgreich absolvierten Aufstiegsrunde die Rückkehr in die höchste Spielklasse des DDR-Fußballs. Dabei hatte er (14 Partien) sich die Position zwischen den Erfurter Pfosten mit Ex-Auswahltormann Horst Weigang (15 Matches) und Klaus Reßler (ein Einsatz) geteilt. Im Oberhaus debütierte er zum Saisonauftakt 1972/73 bei der 0:3-Heimniederlage gegen die BSG Sachsenring Zwickau.
Insgesamt stand Benkert zwischen September 1972 und November 1985 in 256 Erstligaspielen im Tor der Thüringer. Zum Jahreswechsel 1985/86 wechselte er zur BSG Sachsenring Zwickau, bei der der Torhüter ab Rückrundenstart in 13 weiteren Oberligapartien eingesetzt wurde. Den Abstieg der Westsachsen, bei denen er Andreas Narr auf die Bank und diesen dann auf selbige hinter Dirk Heyne beim 1. FC Magdeburg verdrängte, aus der höchsten Spielklasse konnte der Industriemeister mit seinen Teamkameraden jedoch nicht abwenden. Nach einem Spieljahr in der Zweitklassigkeit bei den Zwickauern spielte der Torwart in der Liga noch für die BSG Robotron Sömmerda und ab Sommer 1988 wieder für seine Heimatgemeinschaft Motor Weimar. Nach der Wende war Benkert als Spielertrainer beim SV Borussia Wuppertal tätig. In der Mitte des ersten Jahrzehnts im 21. Jahrhundert kehrte der Torhüter, damals schon über 50 Jahre alt, kurzzeitig ins Tor des SC 1903 Weimar zurück.

### Auswahleinsätze
In der DDR-Nachwuchsnationalmannschaft bestritt er 1973 zwei Länderspiele. Für die Fußball-Olympiaauswahl der DDR kam Benkert in den Jahren 1982 und 1983 zu sechs Testspieleinsätzen, bevor er für die Qualifikationsspiele für das Turnier in Los Angeles von René Müller als Nummer 1 ersetzt wurde. Im Alter von 33 Jahren bestritt er am 12. September 1984 in Zwickau gegen Griechenland sein einziges Länderspiel für die DDR-A-Nationalelf, als er in der 86. Minute für den Auer Tormann Jörg Weißflog eingewechselt wurde. Zu diesem Einsatz kam der Erfurter Torsteher allerdings nur, weil an diesem Tag die DDR-Mannschaft zwei Spiele an zwei unterschiedlichen Ort austrug. Während eine Mannschaft mit den Stammkräften in London gegen England antrat, spielte Benkert mit einer zweiten Elf gegen Griechenland und gewann das Spiel im Georgi-Dimitroff-Stadion mit 1:0 gegen die Südeuropäer.

## Weiterer Werdegang
Neben seiner Trainertätigkeit im unterklassigen Fußball war Benkert auch in der Versicherungsbranche tätig.

## Trivia
Bei der Wahl zum Erfurter Fußballspieler des Jahrhunderts im Jahr 2000 wurde Wolfgang Benkert Dritter hinter Jürgen Heun und Helmut Nordhaus.